# Polymeria pusilla
Espèce
Classification phylogénétique
Polymeria pusilla est une espèce de plantes à fleurs de la famille des Convolvulaceae.

## Distribution - Habitat
Cette espèce pousse dans la forêt sclérophylle en Nouvelle-Calédonie. Elle n'y est toutefois pas endémique car elle existe aussi à Timor. Il n’est pas impossible qu’elle existe ailleurs, car elle passe facilement inaperçue. C’est la seule espèce du genre Polymeria en Nouvelle-Calédonie.
On la trouve sur des sols nus, dans les prairies très basses et en lisière de forêt sèche. Elle préfère les situations ensoleillées et bien sèches. Ses racines sont profondes et elle pousse aussi bien en plaine que sur les coteaux.

## Description
Elle ne grandit jamais en hauteur et ne se développe pas sur d’autres plantes. Elle mesure en général autour de 10 cm de long. Les tiges peuvent toutefois atteindre 40 cm de long. Cette plante est très petite, elle est rampante, et reste très discrète. Elle rayonne autour de sa racine, à même le sol. Des racines se développent le long de la tige et contribuent à son ancrage dans le sol. Les tiges sont très fines.
On ne peut pas vraiment parler d’écorce car ce n’est ni un arbre ni un arbuste. Sa tige, qui est très tendre, est de couleur vert foncé. Les feuilles sont très petites (5 mm de long et 5 mm de large). D’une couleur vert sombre, elles sont légèrement poilues en dessous et ont une forme très particulière. Les feuilles sont globalement rondes, mais fendues aux deux extrémités ; elles ont un peu la forme de deux haricots secs collés l’un à l’autre. La nuit, les deux lobes de la feuille se collent l’un contre l’autre, comme un livre. Ils s’ouvrent dès les premiers rayons du soleil.

### Fleurs
Les fleurs sont de couleur rose pâle, mais leur centre est plutôt jaune. Arrondies, elles sont plates et mesurent 1 cm maximum de diamètre. Elles sont situées en bout de tige et sont solitaires. Elles ne restent fleuries que quelques jours, et suivent le même rythme que les feuilles : ouvertes le jour, elles se ferment le soir en s’enroulant sur elles-mêmes. Les fleurs suivent le soleil.
Elles fleurissent toute l’année. Le fruit a la forme d’une capsule légèrement allongée, de 7 mm de long sur 5 mm de large. Il est posé sur les sépales qui restent présents.